# 비저항

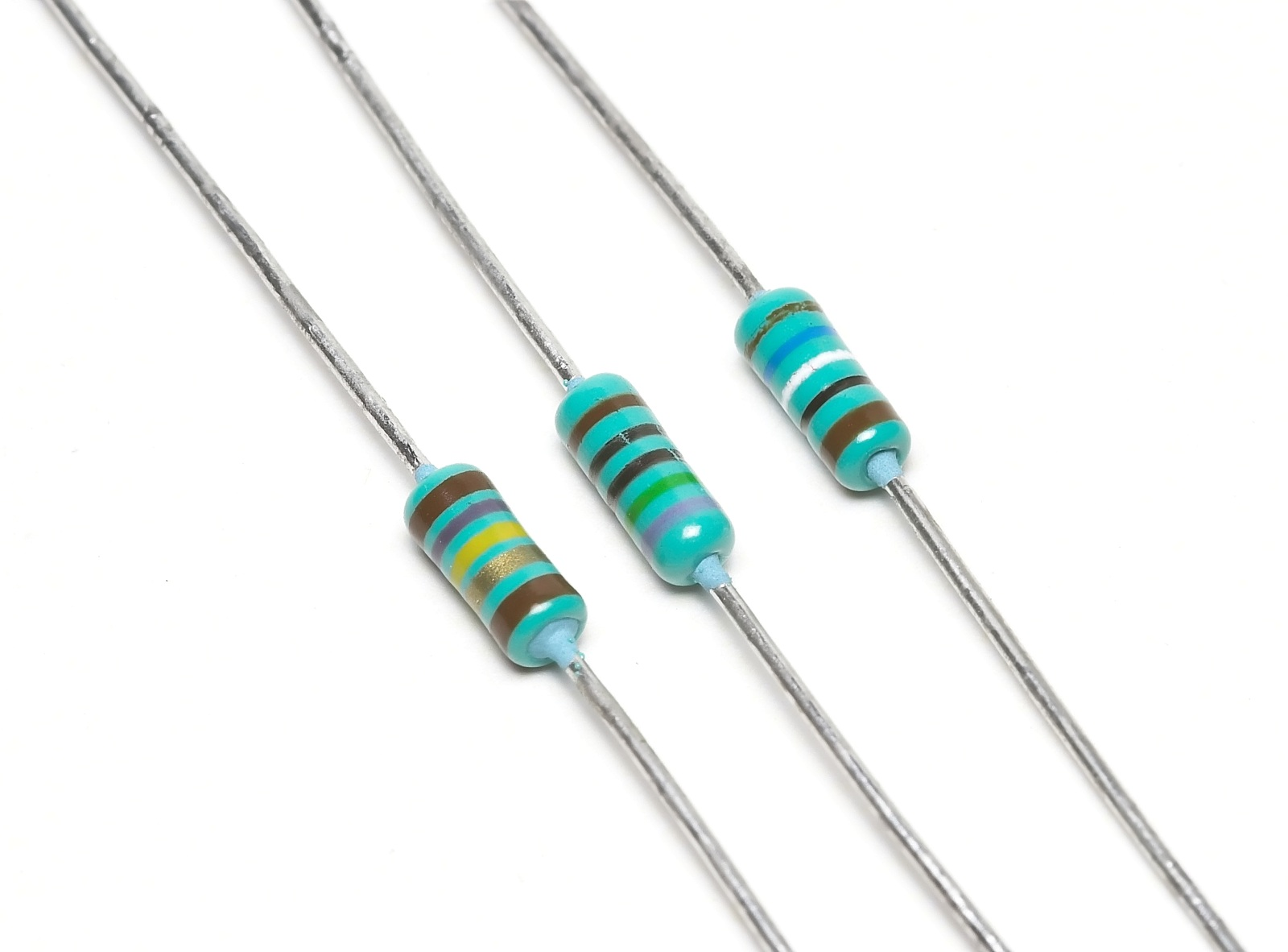

비저항(比抵抗, resistivity)은 물질이 전류의 흐름에 얼마나 세게 맞서는지를 측정한 물리량으로, 도전율의 역수다. 저항률이라고도 한다. 저항률이 낮다는 것은 물질이 전하의 움직임을 덜 방해한다는 뜻이다. 저항률의 SI 단위는 옴미터이다. 물질 속에 있는 '자유 전자'의 밀도가 높으면 비저항이 줄어드는 반면, 밀도가 0이면 완전한 절연체가 된다. 전기 저항과 달리, 같은 물질이라면 물체의 크기에 상관없이 같은 값을 가진다. (즉, 크기 변수가 아닌 세기 변수다.)